# Пертнури
Пертну́ри (рос. Пертнуры, марій. Пӧртнур) — село у складі Гірськомарійського району Марій Ел, Росія. Входить до складу Ємешевського сільського поселення.

## Населення
Населення — 103 особи (2010; 95 у 2002).
Національний склад (станом на 2002 рік):
- гірські марійці — 100 %